# Санта Фиора
Са̀нта Фио̀ра (на италиански: Santa Fiora) е малко градче и община в централна Италия, провинция Гросето, регион Тоскана. Разположено е на 687 m надморска височина. Населението на общината е 2624 души (към 2013 г.).